# Julien Van Aperen
Julien Adrien Hyacinthus (Jul) Van Aperen (Hoogstraten, 13 november 1950) is een voormalig Belgisch en Vlaams volksvertegenwoordiger.

## Levensloop
Na zijn studies ging Van Aperen in 1974 aan de slag in het familiale transportbedrijf van zijn vader en werd er in 1988 met zijn vrouw Maria Deckers afgevaardigd beheerder. Onder hun leiding werd de transportfirma uitgebreid met overnames van andere transportbedrijven. In 2017 gaf het echtpaar de leiding over het bedrijf door aan hun zoon Koen en dochter Martine, terwijl zijzelf als bestuurders een ondersteunende rol bleven opnemen.
Intussen sloot hij zich aan bij de PVV en vervulde hij bestuursfuncties in lokale en arrondissementele PVV- en VLD-afdelingen. 
Bij de gemeenteraadsverkiezingen van oktober 1988 stapte Van Aperen in de actieve politiek. Hij stond toen op de zevende plaats van de PVV-lijst in Wuustwezel en werd verkozen tot gemeenteraadslid, een mandaat dat hij behield tot in 2012. Van 1995 tot 2012 was hij tevens VLD-fractieleider in de gemeenteraad van Wuustwezel. Van 1991 tot 1995 was hij ook provincieraadslid van de provincie Antwerpen.
In mei 1995 maakte hij de overstap naar de nationale politiek en werd hij verkozen tot lid van de Kamer van volksvertegenwoordigers in het arrondissement Antwerpen. Hij bleef er zetelen tot in juni 1999. Bij de tweede rechtstreekse Vlaamse verkiezingen van 13 juni 1999 werd hij verkozen in de kieskring Antwerpen. Ook na de volgende Vlaamse verkiezingen van 13 juni 2004 bleef hij Vlaams volksvertegenwoordiger tot juni 2009. Sinds 15 juli 2009 mag hij zich ere-Vlaams volksvertegenwoordiger noemen. Die eretitel werd hem toegekend door het Bureau (dagelijks bestuur) van het Vlaams Parlement. In het Vlaams Parlement was hij van 1999 tot 2002 ondervoorzitter van de commissie Openbare Werken, Mobiliteit en Energie en focuste hij zich voornamelijk op het beleid rond mobiliteit, ruimtelijke ordening, handel en sport.
Hij is een jongere broer van Arnold Van Aperen, die achtereenvolgens rechtstreeks verkozen senator (en via het toenmalige dubbelmandaat ook lid van de Vlaamse Raad), Vlaams volksvertegenwoordiger en Belgisch volksvertegenwoordiger was. 